# 沖せいら
沖 せいら（おき せいら 、1992年9月25日 - ）は、山口県防府市出身の女子プロゴルファーである。

## 来歴
両親が珍しい名前にしたかったと「せいら」と名付けた。
東北福祉大学に進学し、2013年 朝日杯争奪日本学生ゴルフ選手権優勝、日本女子学生ゴルフ選手権競技3位、2014年 世界大学ゴルフ選手権６位タイなど活躍。2015年 初めて受けたプロテストでは不合格となった。しかし同年末のQTで02年の同制度導入以来初となる4日間首位を守り抜いてのトップ通過を果たした。
2016年5月、「ほけんの窓口レディース」２日目の後半では16番ホールでホールインワンを達成するなど9ホールでパット数7というツアー最少記録となった。同年は賞金295万円余を獲得し、ランキング99位。
2017年にプロテスト合格。「JLPGA新人戦 加賀電子カップ」では勝みなみ、新垣比菜などの黄金世代を相手にプロ初優勝を果たす。
2018年7月 「サマンサタバサレディース」では初日、２日目と首位タイで終えたものの、最終日２打差の８位タイでスタートした有村智恵に逆転を許し、３位タイに終わった。同年は賞金1,081万円余を獲得し、ランキング78位。
2019年は賞金獲得なし。2020年9月 ステップアップツアー「中国新聞ちゅーピーレディース」で優勝。なお、最終日の9月25日は沖の誕生日だった。同年は翌年と同一シーズンとなり、「ほけんの窓口レディース」の5位が最高成績。賞金は自己最高2,264万円余を獲得し、ランキング71位。
2022年4月 「富士フイルム・スタジオアリス女子オープン」では優勝した上田桃子と3打差、自己最高位の2位タイ。同年は賞金1,844万円余を獲得し、ランキングは自己最高の68位。
2023年10月 ステップアップツアー『日台交流うどん県レディースゴルフトーナメント』で優勝。レギュラーツアーでは「リシャール・ミル ヨネックスレディスゴルフトーナメント」の8位タイが最高位。同年は賞金573万円余を獲得し、ランキングは99位。